# Бончковский, Вячеслав Францевич
Вячеслав Францевич Бончко́вский (1886—1965) — геофизик, доктор физико-математических наук, профессор МГУ, заслуженный деятель науки РСФСР. Был основателем и первым заведующим кафедрой физики Земли на физическом факультете МГУ.

## Биография
Родился 11 (23) октября 1886 года в Ишиме в семье земского врача польского происхождения Франца Антоновича Бончковского (1846—1917); брат — юрист Николай Бончковский, племянник — почвовед Флавий Бончковский. Вскоре семья Бончковских переехала в Смоленскую губернию.
Учился в Смоленской гимназии, где в те годы физику и математику преподавал высланный из-за политической неблагонадежности выпускник физико-математического факультета Московского университета Богдан Адольфович Горн, который своим преподавательским мастерством пробудил у Вячеслава Бончковского интерес к миру природных явлений.
В 1906 году, окончив гимназию, Бончковский поступил на физико-математический факультет Московского университета (по специальности: физическая география). С 1910 по 1913 год готовился к получению степени магистра, наибольшее внимание уделяя проблеме внутреннего строения земного шара. В результате была написана статья «Внутреннее строение Земного шара», опубликованная в журнале «Метеорологический вестник». Эта работа явилась началом большого комплекса многолетних исследований структуры земного шара и движений в земной коре. Другая работа под названием «Взаимодействие магнитов и магнитного поля Земли» была подготовлена в виде рукописи. По этим двум темам им были прочитаны пробные лекции, и в 1913 году Бончковский получил звание приват-доцента.
В выборе научного направления работы большое значение имело общение с профессором Э. Е. Лейстом, который занимал должность проректора университета. Лейст занимался магнетизмом с конца XIX века. В это время была обнаружена Курская магнитная аномалия и Лейст вёл подробную съёмку в районе Курской губернии, в одиночку совершая свои поездки в поле с аппаратурой. В 1913 году при Академии наук была организована межведомственная комиссия по организации магнитной съёмки России. Входивший в неё Лейст, привлёк для работы преподавателей университета, в том числе Бончковского. В 1914 году были произведены измерения в Архангельской губернии, а позднее — в Олонецкой и Вологодской губерниях.
В связи с началом военных действий было организовано Главное Военно-метеорологическое управление во главе с академиком Б. Б. Голицыным. Бончковский принял участие в организации, с целью оказания помощи фронту, курсов подготовки специальных кадров военных метеорологов. В 1916 году он — коллежский асессор, преподаватель математики в частной гимназии Шаманской в Москве.
В 1916 году он уехал на Юго-Западный фронт, где им был написан конспект лекций для курсов борьбы с газовыми атаками. В небольшой книжке были представлены основные сведения по физике атмосферы и синоптической метеорологии, даны рекомендации, касающиеся прогноза и использования тех или иных погодных условий для военных действий. В 1917 году книга была опубликована. В эти же годы он был назначен на должность начальника Военно-метеорологической службы Юго-Западного фронта. За успешную газовую атаку под Ковелем он был награждён орденом Святого Станислава 3-й степени с мечами.
В 1918 году после прекращения военных действий Вячеслав Францевич Бончковский вернулся в Москву. Изучение строения земного шара и магнетизма Земли с одной стороны и серьёзное осмысливание процессов в атмосфере — с другой, явилось основой для постановки проблемы о взаимодействии твёрдой, жидкой и газовой оболочек Земли. В системе Наркомпроса в это время началась организация геофизического института и геофизической обсерватории в Кучино.
По инициативе Бончковского в Кучино была построена сейсмическая станция. Кроме работы в институте и в университете, в 1919 году он руководил подготовкой военных метеорологов РККА. Была создана Высшая Военная Фотограмметрическая Школа (позже она была переименована в Высшую Школу Спецслужб), в историю которой В. Ф. Бончковский вошёл как один из организаторов и педагогов: в течение 13 лет он читал курс лекций по метеорологии, атмосферной оптике и геофизике, за что получил звание полковника административной службы.
В конце 1919 года Вячеслав Францевич Бончковский получил звание профессора Московского университета. Преподавал в Московском гидрометеорологическом институте, находившемся в здании геофизической обсерватории Московского университета на Красной Пресне (Большевистская улица, д. 13).
В 1930 году вместе с Г. А. Гамбурцевым возглавляет кафедру сейсмических методов геофизического отделения МГРИ, выполнял сейсмические наблюдения при взрыве храма Христа Спасителя. В 1931 году входил в Методическое Бюро Геофизического Отделения МГРИ
С конца 1941 года — в эвакуации в Ленинабаде и до 1944 года — по возвращении в Москву, он читал лекции по курсу общей метеорологии в Московском гидрометеорологическом институте. Был первым заведующим кафедрой сейсмологии и физики земной коры физического факультета МГУ (с 1945), директором Института сейсмологии АН СССР.
Умер в 1965 году. Урна с прахом захоронена в колумбарии Донского кладбища.

## Награды
- орден Ленина (1953)
- орден Трудового Красного Знамени (10.06.1945)

## Семья
Жена Ольга Дмитриевна, урождённая Одоевская (1886 — 1968) — геолог. Их дети:
- Юрий (1912—1984), родился в Минске; офицер Советской армии, ушёл в отставку полковником. Начальник 8-й лаборатории (кинофотолаборатория) измерительного комплекса Байконура. Участвовал в подготовке и запуске 4 октября 1957 года «Спутник-1», первого в мире искусственного спутника Земли[15]. Занимался изучением семейного родословия, главным образом, линией Скарбеков и Одоевских. Именно ему принадлежит документально не доказанная версия родства священнослужителей Одоевских с князьями Одоевскими, спорным тезисом которой является следующее – дети князя И. С. Одоевского, рожденные от его брака с простолюдинкой, не были узаконены во дворянстве, и один из сыновей, Сергей, принял духовный сан и имя Иоанн.
- Татьяна (1916—1999), родилась в Гжатске; гидрофизик, кандидат физико-математических наук. С 1922 года жила в Москве.